# Liên minh cá nhân giữa Đại Anh và Hannover

Bản đồ Vương quốc Anh (xanh đậm), Ireland và Hanover (xanh nhạt) 1789

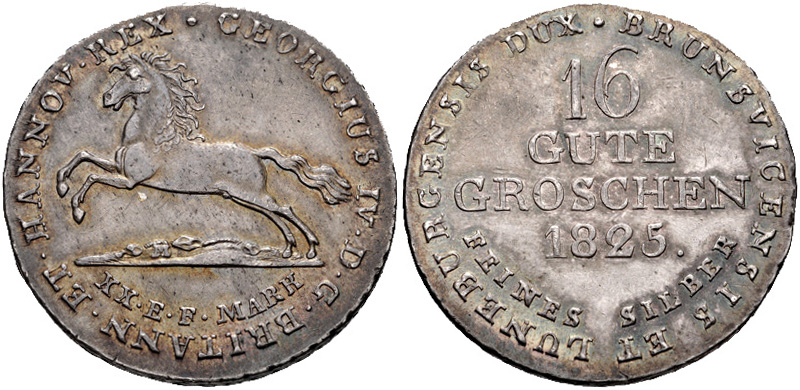
Đồng 16 Gute Groschen từ năm 1825 Vua George IV của Vương quốc Anh và Hanover

Liên minh cá nhân giữa Anh Quốc và Hannover  có từ năm 1714 cho tới 1837, khi tuyển hầu của Braunschweig-Lüneburg được thừa hưởng ngôi vua của Anh Quốc.

## Lịch sử
Sau khi nữ hoàng Anne I của Anh chết mà không có con nối dõi, tuyển hầu Braunschweig-Lüneburg, Georg Ludwig được thừa hưởng lãnh thổ này vào năm 1714 và trở thành vua của Anh Quốc, thường được biết với tên hiệu George I. George I cho lập một liên minh cá nhân giữa Anh Quốc và công quốc Braunschweig-Lüneburg, công quốc này được cai quản độc lập với ngân sách và triều chính riêng qua văn phòng Đức ở London và bộ trưởng của Hannover ở đó, cũng như nội các ở Hannover, những người mà cố vấn cho vua cũng như thi hành chỉ thị của ông ta. Sau này, tuy nhiên chỉ có Georg I và con ông George II của Anh, 2 người mà sinh ra ở Hannover, là còn thăm viếng công quốc.
Liên minh cá nhân này chấm dứt vào năm 1837 khi nữ hoàng Victoria của Anh lên ngôi, bởi vì ở vương quốc Hannover, được nâng lên từ tuyển hầu quốc vào năm 1814, chỉ có phái nam mới được làm vua. Bởi vậy quyền hành ở Hannover được giao cho chú của Victoria, Ernst August I của Hannover, công tước của Cumberland.